# Macrelmis tijucana
Macrelmis tijucana is een keversoort uit de familie beekkevers (Elmidae). De wetenschappelijke naam van de soort werd in 2004 gepubliceerd door Passos & Felix.